# Nikola Tanhofer
Nikola Tanhofer (Zagabria, 25 dicembre 1926 – Zagabria, 24 novembre 1998) è stato un regista, sceneggiatore e direttore della fotografia jugoslavo.

## Biografia
(Ivo Škrabalo, storico del cinema)
Nato a Zagabria nel distretto di Sesvete, Nikola Tanhofer è riconosciuto come uno dei più importanti filmmakers croati, attivo prima come direttore della fotografia e poi come regista e sceneggiatore. È stato anche scrittore e critico cinematografico e nel 1969 ha fondato il Dipartimento di cinema e televisione all'Università di Zagabria.
L'esordio come regista avvenne nel 1957 con Nije bilo uzalud, storia di un giovane medico che si trova a combattere lo scetticismo sulla medicina moderna e le superstizioni di un piccolo villaggio. Il film fu accolto positivamente e venne presentato in concorso alla 7ª edizione del Festival di Berlino.
Nel 1958 Tanhofer scrisse e diresse il suo film più celebre, Sangue al km.148, che secondo le parole del critico Jurica Pavičić «ha anticipato di 15 anni il sottogenere di film catastrofici». Il titolo originale (H-8...) si riferisce ai primi due caratteri della targa di un autobus che aveva subito un incidente mortale l'anno prima e ricrea i momenti che portarono a quell'evento catastrofico. Riconosciuta come una delle migliori pellicole realizzate in Croazia, si aggiudicò il premio come miglior film al Festival del Cinema di Pola.

## Filmografia

### Regista
- Nije bilo uzalud (1957)
- Sangue al km.148 (H-8...) (1958)
- Klempo (1958) - Cortometraggio
- Osma vrata (1959)
- Sreca dolazi u 9 (1961)
- Doppio cerchio (Dvostruki obruc) (1963)
- Svanuce (1964)
- Letovi koji se pamte (1967) - Serie Tv
- Bablje ljeto (1970)

### Sceneggiatore
- Izlozba srednjovekovne umjetnosti naroda Jugoslavije, regia di Branko Belan (1951) - Cortometraggio, documentario
- Opsada, regia di Branko Marjanovic (1956)
- Nije bilo uzalud, regia di Nikola Tanhofer (1957)
- Sangue al km.148 (H-8...), regia di Nikola Tanhofer (1958)
- Svanuce, regia di Nikola Tanhofer (1964)

### Direttore della fotografia
- Zastava, regia di Branko Marjanovic (1949)
- Plavi 9, regia di Krešo Golik (1950)
- Izlozba srednjovekovne umjetnosti naroda Jugoslavije, regia di Branko Belan (1951) - Cortometraggio, documentario
- Ciguli Miguli, regia di Branko Marjanovic (1952)
- Segestica, regia di Branko Marjanovic (1953) - Documentario
- Sinji galeb, regia di Branko Bauer (1953)
- Proslava VI korpusa u Slavonskom Brodu, regia di Branko Marjanovic (1953) - Documentario
- Ogledalo, regia di Ante Babaja (1955) - Cortometraggio
- Opsada, regia di Branko Marjanovic (1956)
- Pozdravi s Jadrana, regia di Ante Babaja (1958) - Cortometraggio, documentario
- Kljuc, regia di Vanca Kljakovic, Krsto Papić, Antun Vrdoljak (1965)
- Maturanti, regia di Bogdan Zizic (1965) - Cortometraggio, documentario
- Mi senti? (Cujes li me?), regia di Ante Babaja (1965) - Cortometraggio, documentario
- Bablje ljeto, regia di Nikola Tanhofer (1970)
- Recital, regia di Petar Krelja (1972) - Cortometraggio, documentario
- Mojca, regia di Branko Ranitovic (1972) - Cortometraggio
- Ivan Lackovic-Croata, regia di Antun Vrdoljak (1972) - Cortometraggio, documentario
- Sala, regia di Bogdan Zizic (1973) - Cortometraggio
- Adesso mi senti? (Cujes li me sad?), regia di Ante Babaja (1978) - Cortometraggio, documentario

## Riconoscimenti
1957 – Festival internazionale del cinema di Berlino
Nomination Orso d'oro per Nije bilo uzalud
1958 – Festival del cinema di Pola
Golden Arena per il miglior film per Sangue al km.148
1959 – Festival internazionale del cinema di Mar del Plata
Nomination Miglior film per Sangue al km.148